# Calhoun (Kentucky)
Calhoun é uma cidade localizada no estado americano de Kentucky, no Condado de McLean.

## Demografia
Segundo o censo americano de 2000, a sua população era de 836 habitantes. 
Em 2006, foi estimada uma população de 807, um decréscimo de 29 (-3.5%).

## Geografia
De acordo com o United States Census Bureau tem uma área de 
1,9 km², dos quais 1,8 km² cobertos por terra e 0,1 km² cobertos por água. Calhoun localiza-se a aproximadamente 116 m acima do nível do mar.

## Localidades na vizinhança
O diagrama seguinte representa as localidades num raio de 24 km ao redor de Calhoun. 